# Rhagio perdicaceus
Rhagio perdicaceus är en tvåvingeart som beskrevs av Frey 1954. Rhagio perdicaceus ingår i släktet Rhagio och familjen snäppflugor. Inga underarter finns listade i Catalogue of Life.